# Buxton (Derbyshire)
Buxton is een plaats (market town) en kuuroord in Derbyshire, Engeland. Buxton telt ongeveer 25.000 inwoners en ligt nabij de grens met graafschap Cheshire in het westen en Staffordshire in het zuiden.

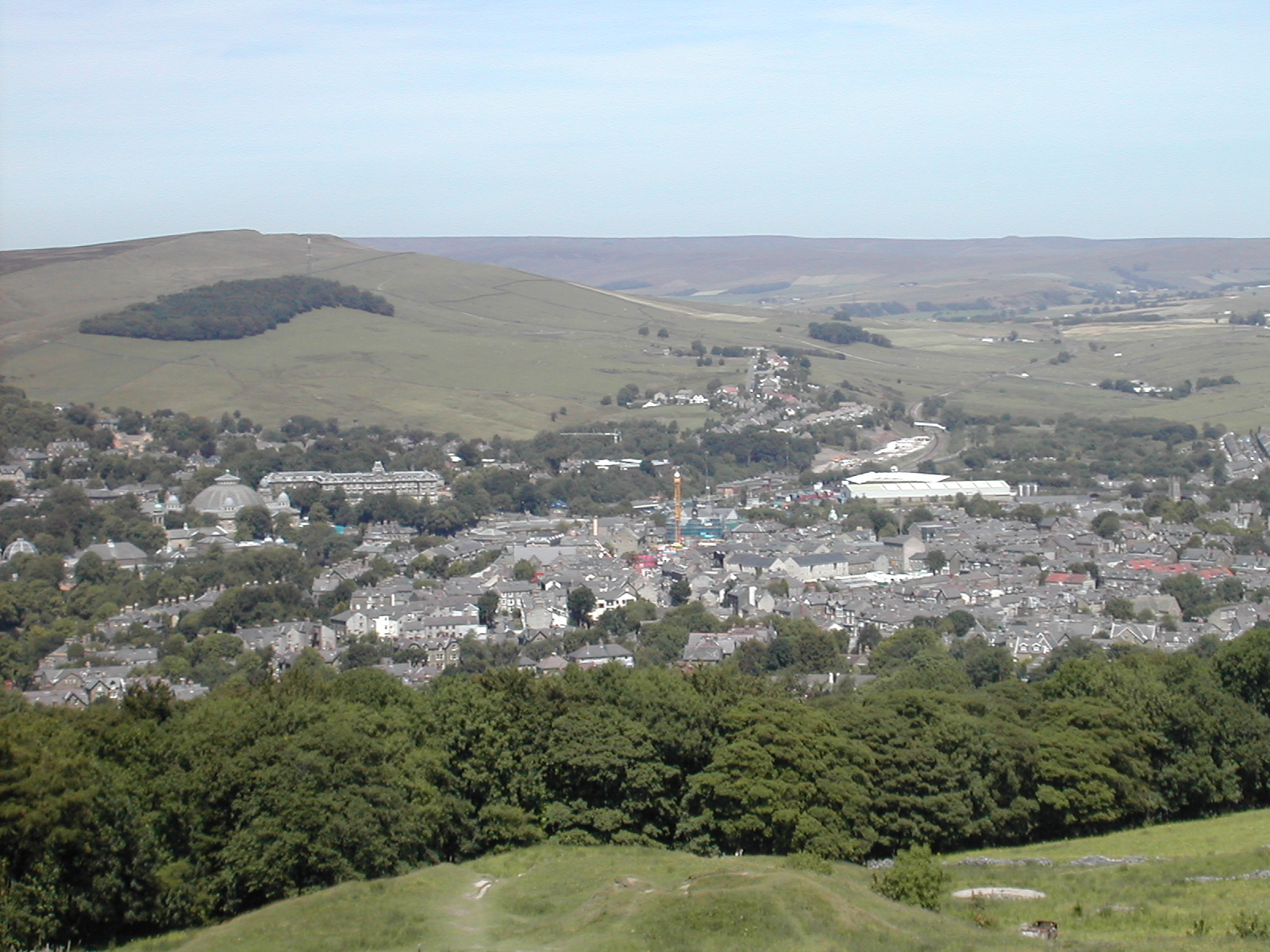
Panorama

Buxton wordt omschreven als de toegangspoort tot het Nationaal park Peak District.

## Geschiedenis

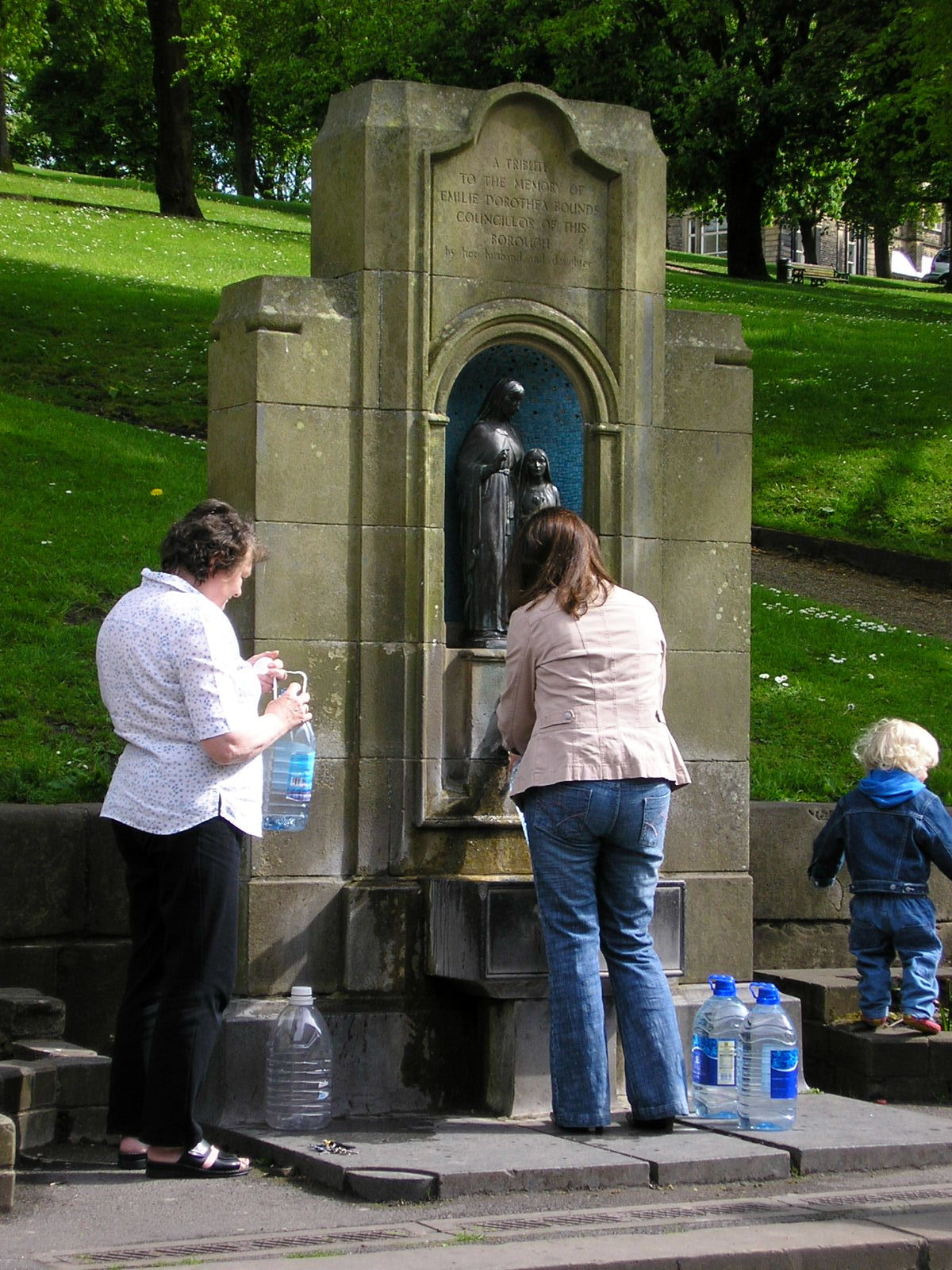
St Ann's Well

In de Romeinse tijd heette Buxton "Aquae Arnemetiae" ("bron van de godin van het bosje"). Vanaf 1780 begon de hertog van Devonshire Buxton te ontwikkelen tot een populair kuuroord, een soort Bath in het klein. Tegenwoordig bevindt zich in het centrum de bron St Ann's Well, die een constante temperatuur van 28 °C heeft.
De opening van een station in 1863 had ook een sterke groei tot gevolg.
Buxton vormde een borough tot 1974, toen het met andere plaatsen waaronder Glossop (noordelijk gelegen) werd samengevoegd tot het district High Peak.

## Geologie
Iets ten westen van Buxton bevindt zich de bron van de rivier de Wye, die aanvankelijk gedeeltelijk ondergronds loopt, door het door het water uitgesleten grottencomplex Poole's Cavern (genoemd naar een plaatselijke struikrover). Dit complex is reeds sedert de 17de eeuw een toeristische attractie en werd onder anderen door Maria I van Schotland bezocht. Er wordt tot op heden onderzoek verricht naar niet ontsloten kamers.

## Onderwijs

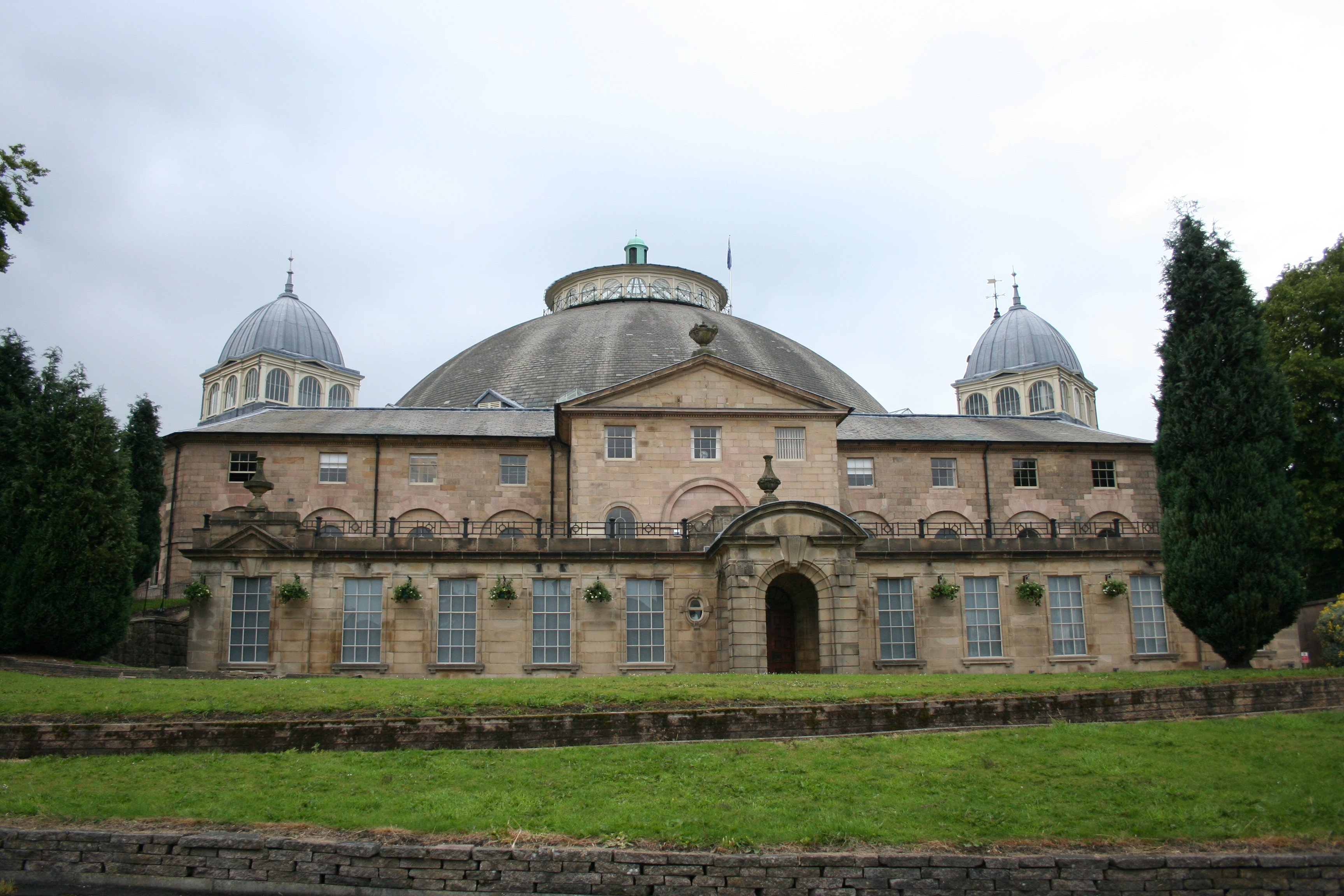
Devonshire Dome, die nu een dependance van de University of Derby huisvest

De University of Derby heeft een dependance in Buxton, gevestigd in een monumentaal gebouw uit 1881 dat oorspronkelijk een ziekenhuis was.

## Geografie
Buxton ligt circa 300 meter boven zeeniveau en is daarmee de hoogst gelegen market town in Engeland. In de directe omgeving bevinden zich twee heuvels van circa 440 m.

## Cultuur
Buxton Opera House werd in 1903 gebouwd en heeft een capaciteit van 902 toeschouwers. Sedert 1979 wordt jaarlijks het Buxton Festival gehouden, dat zich op muziek en literatuur richt.

## Geboren
- Lloyd Cole (1961), popmuzikant en singer-songwriter (Lloyd Cole & the Commotions)
- Robert Stevenson (1905-1986), filmregisseur

## Stedenbanden
- Quito (Ecuador)
- Harare (Zimbabwe)